# خوليو راؤول غونزاليس
خوليو راؤول غونزاليس (بالإسبانية: Julio Raúl González Pérez)‏ هو لاعب كرة قدم ومدرب كرة قدم إسباني، ولد في 23 أكتوبر 1952 في أفيليس في إسبانيا. لعب مع نادي ديبورتيفو إنسيديسا.